# Dongshan (köping i Kina, Yunnan, lat 25,26, long 104,06)
Dongshan är en köping i Kina. Den ligger i provinsen Yunnan, i den sydvästra delen av landet, omkring 140 kilometer öster om provinshuvudstaden Kunming.
Genomsnittlig årsnederbörd är 1 280 millimeter. Den regnigaste månaden är juni, med i genomsnitt 323 mm nederbörd, och den torraste är januari, med 16 mm nederbörd.